# Memphis May Fire
Memphis May Fire é uma banda americana de metalcore formada em 2006 em Dallas, Texas, atualmente assinada com a Rise Records. A banda é composta pelo guitarrista Kellen McGregor, o vocalista Matty Mullins, o baixista Cory Elder e o baterista Jake Garland.
A banda já lançou sete álbuns de estúdio e dois EPs até hoje. Seu quarto álbum, Unconditional, estreou em 4º lugar na Billboard 200 dos Estados Unidos e no topo da parada de álbuns alternativos.

## História

### Início da banda (2006-2007)
Em dezembro de 2006, é criada uma banda com o nome Oh Captain, My Captain, que logo se chamaria Memphis May Fire, inicialmente formada por Chase Ryan (vocal), Kellen McGregor (guitarra e vocal), Ryan Bentley (guitarra), Tanner Oake (baixo) e Jeremy Grisham (bateria). No início de 2007, a banda gravou e auto-lançou um EP, e começou a criar um público local, pouco depois, Memphis May Fire chamou a atenção de Josh Grabelle, o presidente da Trustkill Records. Josh comentou sobre seus sentimentos em relação à banda em um comunicado à imprensa afirmando: 

"Isso realmente é excitante... Memphis May Fire é a nata da cultura. Desde Bullet for My Valentine que não ouvimos um conjunto tão atraente de músicas para um EP, onde absolutamente todas as músicas são assustadoramente perfeitas. Esses caras estão no caminho para algo enorme."
Em setembro 2007 a banda tinha assinado oficialmente com a Trustkill Records, e seu EP “Memphis May Fire” foi relançado em dezembro de 2007.

### Sleepwalking (2008-2009)
Memphis May Fire esperava para lançar seu álbum de estréia, no verão de 2008, no entanto, durante as sessões de gravação para o álbum, o vocalista da Chase Ryan decide deixar a banda. Chase explicou que ele sentiu que sua prioridade deve ser com seu filho, e não uma banda em turnê. Ao anunciar sua renúncia, o baixista Austin Radford também resolveu se separar da banda e pouco tempo depois criou sua própria banda chamada American Mantra. Ele seria substituído por Daniel De Los Santos, e posteriormente por Cory Elder. Após a saída de Chase Ryan, audições foram realizadas para um novo vocalista e Chase acabou sendo substituído por Matty Mullins. Na época, Memphis May Fire já havia gravado seus instrumentos para o novo álbum com o produtor Casey Bates e Mullins só precisava contribuir seus vocais.
Seu álbum de estúdio inicial (Sleepwalking) foi lançado em 21 de julho de 2009. Memphis May Fire descreveu o álbum como "uma nova geração de rock n 'roll" e musicalmente tem "trabalho de guitarra mais agressiva e visivelmente mais melódico, mas ainda mantém suas origens." Sua canção ''"Ghost in the Mirror'' foi usada na trilha sonora do filme Jogos Mortais 6. O guitarrista, Ryan Bentley, não foi destaque no vídeo da música devido à sua curta pausa da banda, Joel Seier se juntou à banda como um substituto até a volta de Bentley, no final de 2009. 
Em fevereiro de 2010, o videoclipe da música "Ghost in the Mirror" foi lançado através da página Trustkill Records no YouTube.

### Rise Records, Between the Lies e The Hollow (2010–2011)
Em 2 de novembro de 2010, Memphis May Fire lançou um segundo EP, intitulado "Between the Lies" através da gravadora Bullet Toot Records. Em 9 de dezembro de 2010, a banda anuncia em seu Facebook que a canção "Action/Adventure" fara parte do jogo Rock Band 3. Em 2010, Matty Mullins foi destaque na canção "That's What She Said”, do álbum de estréia do "Kid Liberty's".
Em 17 de janeiro de 2011, Rise Records anunciou que Memphis May Fire haveria de assinar com a gravadora e que um novo álbum seria lançado logo.
Em 3 de março de 2011, um teaser do segundo álbum (The Hollow) foi lançado pela página da Rise Records no YouTube, que incluía sua data de lançamento de 26 de abril de 2011. Em 22 de março, a canção "The Sinner" do álbum The Hollow foi lançada no YouTube e no iTunes . Em 23 de abril, todo o álbum foi lançado no canal do Rise Records no YouTube.
Em 15 de setembro, foi lançado o videoclipe de "The Sinner", dirigido por Thunder Down Country.
No dia 15 de fevereiro de 2012, um vídeo da música "The Unfaithful" gravado ao vivo em Orlando, Florida foi lançado.
E ainda em 2012 foi anunciado através do site da Vans Warped Tour que Memphis May Fire estaria participando de uma turnê no próximo ano.

### Challenger (2012-presente)
No dia 11 de fevereiro, foi anunciado pelo Kellen McGregor que a banda estaria trabalhando com Cameron Mizell, para gravar o seu terceiro álbum de estúdio, Challenger. No dia 26 de Junho, o álbum estreou em #16 na Billboard através Rise Records, enquanto a banda estava em turnê como parte da Warped Tour. 
No dia 11 de abril em torno de meia-noite, o guitarrista, Ryan Bentley, anunciou que se separou da banda através do twitter. Em 17 de abril, a banda anunciou que Anthony Sepe estaria substituindo Ryan Bentley como novo guitarrista. A banda continuou a fazer turnês todo o EUA, Europa e Reino Unido, promovendo seu novo álbum. Em 01 de fevereiro de 2013, Memphis May Fire foi anunciado como parte das Vans Warped Tour 2013 ao lado de Black Veil Brides, Sleeping with Sirens, We Came as Romans, Blessthefall, The Used, Billy Talent e Bring Me the Horizon.
No dia 28 de fevereiro de 2013, a Rise Records lança em seu canal oficial no YouTube o videoclipe de "Vices" do álbum "Challenger".
No dia 1 de Agosto, Memphis May Fire lança o videoclipe acústico da música "Miles Away" com participação de Kellin Quinn, vocalista da banda Sleeping with Sirens.

## Integrantes
- Matty Mullins – Vocal (2008–Presente)
- Kellen McGregor – Guitarra, Backing Vocal (2006–Presente)
- Cory Elder – Baixo (2009–Presente)
- Jake Garland – Bateria, (2010–Presente)

### Ex-Integrantes
- Chase Ryan Robbins – Vocal (2006–2008)
- Joel Seier – Guitarra (2009)
- Jeremy Grisham – Bateria, Percussão (2006–2009)
- Andy Johnson – Bateria, Percussão (2008–2011)
- Eric Molesworth – Bateria, Percussão (2010)
- Tanner Oakes – Baixo (2006–2007)
- Austin Radford – Baixo (2007–2008)
- Daniel De Los Santos – Baixo (2008–2009)
- Ryan Bentley – Guitarra Rítmica (2006–2012)
- Anthony Sepe – Guitarra Rítmica (2012–2017)

## Discografia
| Ano  | Álbum                                                                                       | Posição nas Paradas | Posição nas Paradas | Posição nas Paradas |
| Ano  | Álbum                                                                                       | US                  | US Indie            | US Heat.            |
| ---- | ------------------------------------------------------------------------------------------- | ------------------- | ------------------- | ------------------- |
| 2007 | Memphis May Fire (EP) - Lançamento: 4 de Dezembro de 2007 - Gravadora: Trustkill Records    | —                   | —                   | —                   |
| 2009 | Sleepwalking - Lançamento: 21 de Julho de 2009 - Gravadora: Trustkill Records               | —                   | —                   | —                   |
| 2010 | Between the Lies (EP) - Lançamento: 2 de Novembro de 2010 - Gravadora: Bullet Tooth Records | —                   | —                   | —                   |
| 2011 | The Hollow - Lançamento: 26 de Abril de 2011 - Gravadora: Rise Records                      | 124                 | 30                  | 1                   |
| 2012 | Challenger - Lançamento: 26 de Junho de 2012 - Gravadora: Rise Records                      | 16                  | 3                   | —                   |
| 2014 | Unconditional - Lançamento: 25 de março de 2014 - Gravadora: Rise Records                   | —                   | —                   | —                   |
| 2016 | This Light I Hold - Lançamento: 28 de outubro de 2016 - Gravadora: Rise Records             |                     |                     |                     |
| 2018 | Broken - Lançamento: 16 de novembro de 2018 - Gravadora: Rise Records                       |                     |                     |                     |

### Singles
| Canção                                     | Ano  | Álbum                            |  |
| ------------------------------------------ | ---- | -------------------------------- |  |
| "North Atlantic vs. North Carolina"        | 2009 | Sleepwalking                     |  |
| "Ghost in the Mirror"                      | 2010 | Sleepwalking                     |  |
| "The Sinner"                               | 2011 | The Hollow                       |  |
| "Prove Me Right"                           | 2012 | Challenger                       |  |
| "Vices"                                    | 2012 | Challenger                       |  |
| "Grenade"(Original por Bruno Mars)         | 2012 | Punk Goes Pop 5                  |  |
| Miles Away (acoustic) (feat. Kellin Quinn) | 2013 | "Challenger"                     |  |
| Sleepless Nights                           | 2014 | "Unconditional"                  |  |
| My Generation                              | 2015 | "Unconditional (Deluxe Edition)" |  |
| "Stay the Course"                          | 2015 | Unconditional (Deluxe Edition)   |  |
| "Carry On"                                 | 2016 | "This Light I Hold"              |  |
| "Vírus"                                    | 2017 |                                  |  |
| "The Old Me"                               | 2018 | "Broken"                         |  |
| "Faint"                                    | 2019 |                                  |  |
| "Blood & Water"                            | 2021 |                                  |  |
| "Death Inside"                             | 2021 |                                  |  |
| "Bleed Me Dry"                             | 2021 |                                  |  |
| "Somebody"                                 | 2021 |                                  |  |

### Videografia
- North Atlantic vs. North Carolina (2009);
- North Atlantic vs. North Carolina (Live) (2010);
- Ghost in the Mirror (2010);
- The Sinner (2011);
- The Unfaithful (2012);
- Vices (2013);
- Miles Away (Acoustic) (2013);
- No Ordinary Love (2014) ;
- Beneath The Skin (2014) ;
- The Rose (2015)
- Stay The Course (2015)
- My Generation (2015)
- Carry On (2016)